# Cimitra efformata
Cimitra efformata är en fjärilsart som beskrevs av László Anthony Gozmány. Cimitra efformata ingår i släktet Cimitra och familjen äkta malar. Inga underarter finns listade i Catalogue of Life.